# The Great Alaskan Mystery
Pour plus de détails, voir Fiche technique et Distribution.
The Great Alaskan Mystery est un serial d'Universal Pictures réalisé par Lewis D. Collins et Ray Taylor, sorti en 1944. Le film se compose de treize chapitres.

## Synopsis
James 'Jim' Hudson, un aventurier, recherche des espions nazis qui possèdent une nouvelle arme futuriste, le  Paratron, un rayon de la mort.

## Fiche technique
- Titre : The Great Alaskan Mystery
- Réalisation : Lewis D. Collins, Ray Taylor
- Scénario : Jack Foley, George H. Plympton, Maurice Tombragel
- Photographie : Harry Neumann, William A. Sickner
- Montage : Irving Birnbaum, Jack Dolan Ace Herman, Alvin Todd, Edgar Zane
- Producteur : Henry MacRae
- Distribution : Universal Pictures
- Date de sortie : 1944
- Durée :  223 minutes (en 13 chapitres)
- Pays :  États-Unis
- Langage : Anglais
- Couleur : Noir et blanc

## Distribution
- Milburn Stone : Jim Hudson
- Marjorie Weaver : Ruth Miller
- Edgar Kennedy : Bosun Higgins
- Samuel S. Hinds : Herman Brock
- Martin Kosleck : Dr Hauss
- Ralph Morgan : Dr Miller
- Joseph Crehan : Bill Hudson
- Fuzzy Knight : "Grit" Hartman
- Harry Cording : Captain Greeder
- Anthony Warde : Brandon

## Les treize chapitres
1. Thundering Doom (18 min 56 s)
2. Battle in the Clouds (17 min 02 s)
3. Masked Murder (17 min 32 s)
4. The Bridge of Disaster (17 min 46 s)
5. Shattering Doom (16 min 34 s)
6. Crashing Timbers (15 min 35 s)
7. In a Flaming Plane (17 min 24 s)
8. Hurtling Through Space (17 min 19 s)
9. Tricked by a Booby Trap (17 min 04 s)
10. The Tunnel of Terror (16 min 37 s)
11. Electrocuted (33 min 42 s)
12. The Boomerang (16 min 34 s)

Source